# Mariko Masubuchi
Mariko Masubuchi, född den 24 januari 1980 i Tochigi prefektur, är en japansk softbollspelare.
Hon tog OS-silver vid de olympiska softboll-turneringarna vid olympiska sommarspelen 2000 i Sydney.